# 로저 에일스
로저 유진 에일스(영어: Roger Eugene Ailes, 1940년 5월 15일 ~ 2017년 5월 18일)는 미국의 텔레비전 기업인이었다. 에일스는 폭스 뉴스, 폭스 텔레비전 스테이션, 20세기 텔레비전의 회장이자 CEO였다. 그는 공화당 출신 대통령인 리처드 닉슨과 로널드 레이건, 조지 H. W. 부시, 그리고 뉴욕시장으로 출마했던 루돌프 줄리아니의 언론 컨설턴트로 일했다. 2016년 미국 대선에서는 도널드 트럼프 선거 캠프의 고문이 되어 토론 준비를 도왔다.
2016년 7월 폭스뉴스의 앵커였던 그레천 칼슨이 에일스를 상대로 직장 내 성추행 소송을 제기했다. 칼슨에 뒤이어 다수의 여성들이 로저 에일스를 잇따라 고소하였고, 이후 사퇴 압박에 못 이겨 결국 자리에서 물러나게 되었다.
2017년 5월 18일, 혈우병으로 악화된 경막하혈종으로 사망하였다.
그가 폭스 뉴스 CEO 재직 시절부터 죽음까지의 이야기를 다룬 《The Loudest Voice》(2019)가 미국 SHOWTIME에서 방송되었다. 2016년 그의 성추행 사건을 다룬 영화 《밤쉘: 세상을 바꾼 폭탄선언》(2019)이 제작되었다.
1996년 10월, 로저 에일스는 루퍼트 머독이 만든 폭스 뉴스의 CEO로 임용되었다.